# Danielle Morrow
Danielle Morrow (Westlake Village, 15 agosto 1993) è un'attrice statunitense.
È nota soprattutto per il suo ruolo di Nora Dershlit nella serie televisiva Nickelodeon "iCarly".

## Biografia
Morrow ha iniziato la sua carriera di attrice all'età di 9 anni, apparendo in alcuni spot pubblicitari. 
Nel 2010, ha ottenuto il ruolo di Nora Dershlit in "iCarly", che l'ha resa famosa a livello internazionale. Ha interpretato il personaggio in 6 episodi della serie, dal 2010 al 2012. 
Nel 2013, prende parte anche allo spin-off “Sam & Cat” in un episodio crossover, interpretando ancora una volta il ruolo di Nora Dershlit. 
Oltre alla sua carriera di attrice, Morrow è anche attiva sui social media, dove condivide la sua vita quotidiana con i suoi fan. Ha anche partecipato a diverse iniziative di beneficenza, tra cui la raccolta fondi per la ricerca sul cancro.

## Filmografia

### Cinema
- Ashley, regia di Dean Ronalds (2013)
- Separati ma non troppo (Sous le même toit), regia di Dominique Farrugia (2017)
- Kenny, regia di Jennette McCurdy (2018)

### Televisione
- Heroes - serie TV, episodio 1x09 (2006)
- Buona fortuna Charlie - serie TV, episodio 1x23 (2010)
- iCarly - serie TV, episodi 3x17 e 5x07 (2010-2011)
- Sam & Cat - serie TV, episodio 1x21 (2013)
- What's Next for Sarah? - webserie, 4 episodi (2014)
- Nicky, Ricky, Dicky & Dawn - serie TV, episodio 1x09 (2014)
- Idiotsitter - serie TV, episodio 3x06 (2017)